# Tatra 403
Tatra 403 je označení pro nerealizovaný projekt menšího dvounápravového trolejbusu, který byl odvozen z vozu Tatra 401.

## Konstrukce
Vůz Tatra 403 měl být jedním z typů nové řady trolejbusů Tatra, jejímž základem měl být standardní trolejbus T 401. T 403 měl být určen spíše pro menší města. Mělo se jednat o dvounápravový trolejbus se zadní hnací nápravou a samonosnou karoserií. Mechanicky i elektricky měl vycházet ze základního typu T 401, což mělo usnadňovat údržbu a nákup náhradních dílů. Sedačky ve voze měly být uspořádány pouze příčně. Nástup a výstup cestujících měly zajišťovat dvoje trojkřídlé skládací dveře.
Trolejbus T 403 měly pohánět dva sériové trakční motory s cizí ventilací.